# 吠陀神話
吠陀神话，在紀元前1500年左右，自現今伊朗一帶入侵至印度西北部的阿利安人，征服了原住民，並在現在的普遮省一帶定居下來，奠定了印度阿利安文化的基礎。
自乾燥的中亞細亞，移居到多雨且氣候多變的印度，阿利安人在深深被自然現象感動之餘，更進一步的的將這些現象以及天體之雄偉歸為神蹟。古印度诗人歌颂自然神的述情詩歌，即所謂的特陀讚美歌，而將這些詩歌集結成冊，便是吠陀經典。

## 吠陀時期
吠陀时期的初期阶段，印度宗教主要是多神崇拜（一直演变至今，传言有三亿多位神祇），后来则趋向于主神崇拜或是一神信仰。在古印度神话中神界分为天界、空界和地界三层，共有三十三个神。

### 天界
天界诸神，是吠陀神话中最早产生的神。多为方位不同、名称各异的太阳神，如苏尔耶（Surya）、娑维特丽（Savitr）、乌莎斯（Ushas）、普善（Pushan）和维婆斯婆特（Vivasvat）等。另有天空神帝奥斯（Dyaus）、挛生兄弟神双马童（ASvinau）、对偶神伐楼那（Varuna）和密多罗（Mitra），以及号称“大步”的毗湿奴（Vishnu）等。其中地位最高、影响最大者为伐楼那。

### 空界
在吠陀神话的三界中，占主导地位的是之后诞生的空界。空界诸神中以因陀罗（Indm）的地位最为显赫，也是《梨俱吠陀》歌颂最多的神（近250首，约占诗总数的1/4)，可谓吠陀神殿中的主神。作为因陀罗主要对手的“巨龙”被称作“弗栗多”（Vrtra），故而“杀死巨龙”的因陀罗赢得“杀弗栗多者”（Vrtraghan）之美称。
《梨俱吠陀》中的空界神还有协同因陀罗作战的一群暴风雨神摩录多（Marut）。他们的父亲是楼陀罗（Rudra），手持雷杵，以电为箭，凶猛异常，被称为天国的野猪，后演变成婆罗门教和印度教的三大主神之一湿婆。
另有风神伐由（Vayu），亦称伐多（Vata），常与因陀罗同车出战。此外，还有雨云神帕伽雅（Parjanya），水女神阿帕斯（Apas），水神阿婆姆那婆特（Apam.Napat）和从天界获取火种的摩多利首（Matarisvan）等神。

### 地界
地界诸神中以火神阿耆尼（Agni）最受崇敬，《梨俱吠陀》中有关他的颂诗约二百余首，数量仅次于因陀罗。他后来演变成婆罗门教中的梵天(Brahma)。
地位仅次于阿耆尼的苏摩（Suma），是酒神，有关他的颂诗约120余首。苏摩是一种蔓草，从中榨取的液汁呈棕红色，饮用后能长生不老。
《梨俱吠陀》中的地界神还有地母波哩提毗（Prithivi）和江河女神娑罗室伐底(Sarashvati)等。

### 妖魔
除了三界外,《梨俱吠陀》中还提到形形色色的妖魔鬼怪。主要有前述因陀罗的死敌弗栗多。另一类喜在夜间活动的妖魔叫作罗刹（Rokasha或Raksasa），被称作达娑（Dasa）或达休（Dasyu）的妖魔，在颂诗中常与弗栗多相混同。
还有一种专门破坏祭仪的名叫达伊提耶（Daitya）或达耶多的妖魔。最引人注目的要数阿修罗（Asura）了，在古印度神话中，众天神提婆和最高恶魔阿修罗的对立斗争，是神话传说的主要题材。

## 外部連結
- 吠陀神話
- 随风神话传说——吠陀神話[永久]